# Ліпоксай, Арпоксай та Колаксай
Ліпоксай, Арпоксай та Колаксай (грец. Λιπόξαϊν, Аρπόξαϊν, Κολάξαϊν) — епічні царі скіфів—сколотів, сини Таргітая, онуки Папая (скіфського Зевса). Герої скіфського етногенетичного епосу, реальне існування якого скіфи відносили до середини 2 тис. до н. е.
Геродот майже 25 сторіч тому повідомляв такі подробиці:
|  | Скіфи кажуть, що їхній народ є наймолодший серед усіх народів, і ось як це сталося. їхня країна була пустелею і перша людина, що там з'явилася, був такий, що називався Таргітаєм. Батьками цього Таргітая, як вони кажуть, але я цьому не вірю, були, за їхнім твердженням, Зевс і дочка бога ріки Борісфена. Від них походив Таргітай і у нього було троє синів: Ліпоксай, Арпоксай і молодший Колаксай. Коли вони були царями, з неба впали на скіфську землю зроблені з золота плуг, ярмо, сокира і чаша. Перший побачив їх старший і наблизився, щоб їх узяти, але все це золото, коли він підійшов туди, почало горіти. Він віддалився і тоді до них підійшов другий, але із золотом сталося те саме. Отже так своїм полум'ям прогнало їх золото. Проте, коли до нього наблизився третій, молодший, золото згасло і тоді він узяв його собі і пішов із ним додому. І старші брати, після того, що вони побачили, погодилися передати все царство молодшому. Отже, як кажуть, від Ліпоксая походять ті скіфи, плем'я яких називається авхатами, від середнього брата, Арпоксая, ті, що називаються катіарами і траспіями і, нарешті, від молодшого брата походять ті, що називаються паралатами, а всі вони разом, як кажуть, називаються сколотами, а ця назва була ім'ям їхнього царя. Назву скіфи їм дали елліни. Отаке є походження скіфів за їхніми власними словами, а відтоді, коли вони з'явилися, тобто від першого їхнього царя Таргітая до похода Дарія проти них, минуло як раз тисяча років, не більше. |

## Погляди Б.О.Рибакова на розташування давніх скіфських племен
За дослідженнями Б. О. Рибакова, якщо паралатів розміщувати на Борисфені (Дніпрі), а авхатів — на Гіпанісі (Бузі), тоді для катіарів та траспіїв залишаються землі ближче до Тирасу (Дністра) на Поділлі.
І володар катіарів і траспіїв — Арпоксай («Цар водних глибин») — володів землею, на якій протікав Тирас, річка з високими скелястими берегами.
У кожного народу, імовірно, було декілька фортець. У траспіїв городища в Григорівці, в Дарабані і Поливановому Яру. У катіарів городища: Немирівське, Северинівське і в Якушинцях. До авхатів Б. О. Рибаков умовно відніс городища Буда-Макіївське, відоме Пастирське та Шарпівське (всі три городища знаходяться на водорозділі Дніпра та Буга). Це гніздо городищ відстоїть від Тясминського на 40 км. Городища паралатів (парадатів) розташовані ніби трьома гніздами: північне — біля Києва, середнє — між Дніпром та Россю, а південне — на Тясмині. Всі чотири перераховані тут сколотські племена археологічно добре об'єднані у всіх відносинах в єдину лісостепову землеробську культуру.
Якщо враховувати, що сам Геродот підкреслював появу цих епічних образів — як мінімум — в середині 2 тис. до н. е., реальні часи їх походження тягнуться до глибин формування найдревніших скіфів.

## Інші погляди
Оскільки Ліпоксай йде першим в переліку синів, за ним очевидно закріплено старшинство.
Його володіння локалізують за землями пізніх авхатів, які Пліній Старший визначав так: «Від Тафр [Перекопу] в напрямку материка живуть Авхети, у володіннях яких бере початок Гіпаніс» (Південний Буг). За «Аргонавтикою» Валерія Флакка одночасно як союзники у битві проти ворогів діють цар парадатів Колакс і «Авх, що прийшов з одностайними тисячами, виставляючи напоказ кімерійські багатства. У нього здавна біле волосся — знак від народження; похилий вік вже створює простір на голові. Обвиваючи скроні потрійним вузлом, він спускає з священної голови дві пов'язки …». (традицію зберігає ряд релігій з давніми коренями).
В образі авхатів (за Д. С. Раєвським — плем'я жерців) скіфи могли зберігати пам'ять про хаттів, поява яких фіксується південніше Чорного моря і Кавказу з IV - ІІІ тис. до н. е. Це був початок епічного періоду «владарування скіфів в Європі та Азії», про що римські історики писали 15 — 20 сторіч тому.
В. І. Абаєв, Е. А. Грантовський та інші іраністи дають таке тлумачення імен:
- Ліпоксай — Гора-Цар;
- Арпоксай — Ріка-Цар (Глибина-Цар);
- Колаксай — Сонце-Цар.

Б. О. Рибаков конкретизував зв'язок імені Ліпоксая з конкретними «горами» — відрогами Авратинських гір, які досить різко обриваються у степу.

## Інші етимології, особливості мови та формування етносу у міфології скіфів-сколотів
Іншу етимологію імен синів Таргітая запропонував Ж. Дюмезіль, яка, з певними змінами, що, наразі, все більше сприймаються як визначальні для мови скіфів-сколотів, може мати такий вигляд:
- Арпоксай (грец. Ἀρποξάιος) < скіф.  *arpo- + *šaya- < санс. árbha — укр. "маленький, слабкий, незначний, невеликий".[6][4] Абсолютно тотожні антропоніми (грец. Αρπαγος, Άρβάκης) відомі у Мідії.[7]

Іншу етимологію пропонує С. В. Кулланда, а саме:

грец. Ἀρποξάιος < скіф.  *arbu- + *šaya- < д.інд. *r̥bhú- — укр. "вправний", тобто укр. "Володар вправних", який має відповідність у давньоіндійській мові — *r̥bhukshán.
- Колаксай (грец. Κολάξαιος) < скіф.  *kula- + *šaya- < санс. *kula — укр. "шляхетна або відома родина або рід, головний, голова певної структури"[8] (цю, запропоновану Ж. Дюмезілем етимологію, С. В. Кулланда вважає малоймовірною).

| «Колаксаїс міг бути головою певного суспільного корпусу, визначаємого як одне ціле, що склалося з родичів.»[4] | Близький антропонім відомий з ольвійської епіграфіки першої половини IV ст. до н. е. — (грец. Κολανδάκης < скіф.  *kulant-aka-).
- Ліпоксай (грец. Λιποξάιος) — від етимології імені третього брата Ж. Дюмезіль утримався, С. В. Кулланда запропонував наступне:

грец. Λιποξάιος < скіф.  *lipu- + *šaya- < д.інд. *dī чи *dhī — укр. "сяючі" чи "думаючі" відповідно, тобто укр. "Володар сяючих / Володар мислячих".
До основ *arpa-, *dīpa-, *kud(a)-, не даючі повної етимології, зводить ці імена С. Р. Тохтасьєв.
Окремої уваги заслуговує старшинсьтво братів: епонім авхатів Ліпоксай — найстарший, епонім катіарів та тираспіїв Арпоксай — середній, пращур паралатів Колаксай — наймолодший, що, ймовірно, було мифічним переказом порядку формування етносу скіфів-сколотів: спочатку авхати підкорюють нащадків Арпоксая (порівняння з Плінієм), згодом виділення царського роду — нащадків Колаксая.
Можливо, що наведений Геродотом міф — етнополітичний міф скіфів-сколотів, і його доцільно віднести 
| "...до категорії ранньоісторичних описів, в яких й зберігається „космологізм“ погляду на світ, й зароджується увага до подальшої „історії“, причому поєднання першого та другого може спостерігатися в межах одного тексту, вони пов'язані між собою „генеалогічним“ (й в сюжетному, й в гносеологічному сенсі) зв'язком. Ці описи скіфської традиції малюють й картину будови космосу, й панораму „тогочасної“ Скіфії з її географічними реаліями та орієнтирами, етногеографією, соціально-політичною організацією тощо…»[14] |
Отже, Ж. Дюмезіль вважав, що три брати — епоніми трьох соціальних прошарків скіфського суспільства. Такої ж думки (з певними відмінностями) додержувався Е. А. Грантовський, (саме бачення Е. А. Грантовського поділяє і С. В. Кулланда). Якщо розглянути запропоновану Ж. Дюмезілєм схему, але не як соціальну, а як військово-політичну структуру скіфського (в даному випадку виключно сколотів — кочовиків) суспільства, ми бачимо повний аналог так званій «тріадній організації орди (кочової держави)», і, відповідно, це дає підстави для інтерпретації всього міфу про трьох братів-царів як першого, наразі відомого, державотворчого міфу на теренах України.

Докладніше: Скіфська міфологія. Етнічний (етно-політичний) міф